# Olympique Lyon (piłka nożna kobiet)
Olympique Lyon – kobieca sekcja piłkarska klubu Olympique Lyon z Lyonu, we Francji. Drużyna została założona w 1970 roku jako sekcja klubu FC Lyon, od 2004 roku zespół jest częścią klubu Olympique Lyon.
Do największych sukcesów klubu należą mistrzostwa Francji zdobywane w latach 1991, 1993, 1995, 1998, 2007, 2008, 2009, 2010, 2011, 2012 i 2019, Puchar Francji wygrywany w latach 2003, 2004, 2008, 2012 i 2019 oraz zwycięstwo w Lidze Mistrzyń w roku 2011 i 2012. Drużyna swoje spotkania rozgrywa na stadionie Grupama Stadium. Najważniejsze spotkania grane są jednak na samym Garupama Stadium.

## Sukcesy

### Trofea międzynarodowe
- Liga Mistrzyń UEFA:
  - zdobywca (7):  2010/11, 2011/12, 2015/16, 2016/17, 2017/18, 2018/19, 2019/20
  - finalista (2): 2009/10, 2012/13
- Klubowe Mistrzostwa Świata:
  - zdobywca (1):  2012

### Trofea krajowe
- Division 1 Féminine (I poziom):
  - mistrz (18): 1990/91, 1992/93, 1994/95, 1997/98, 2006/07, 2007/08, 2008/09, 2009/10, 2010/11, 2011/12, 2012/13, 2013/14, 2014/15, 2015/16, 2016/17, 2017/18, 2018/19, 2019/20
  - wicemistrz (4): 1984/85, 1993/94, 2002/03, 2003/04
  - 3. miejsce (4): 1999/00, 2001/02, 2004/05, 2005/06
- Puchar Francji:
  - zdobywca (11): 2002/03, 2003/04, 2007/08, 2011/12, 2012/13, 2013/14, 2014/15, 2015/16, 2016/17, 2018/19, 2019/20
  - finalista (5): 2001/02, 2004/05, 2005/06, 2006/07, 2017/18
- Superpuchar Francji:
  - zdobywca (1): 2019

## Obecny skład
Stan na 1 września 2018
| Nr | Poz. | Piłkarz                 |
| -- | ---- | ----------------------- |
| 1  | BR   | Lisa Weiß               |
| 3  | OB   | Wendie Renard (kapitan) |
| 4  | OB   | Selma Bacha             |
| 5  | PO   | Saki Kumagai            |
| 6  | PO   | Amandine Henry          |
| 7  | PO   | Amel Majri              |
| 8  | PO   | Isobel Christiansen     |
| 9  | NA   | Eugénie Le Sommer       |
| 10 | PO   | Dzsenifer Marozsán      |
| 11 | NA   | Shanice van de Sanden   |
| 14 | NA   | Ada Hegerberg           |
| 16 | BR   | Sarah Bouhaddi          |

| Nr | Poz. | Piłkarz            |
| -- | ---- | ------------------ |
| 18 | PO   | Eva Kouache        |
| 19 | PO   | Lorena Azzaro      |
| 20 | NA   | Delphine Cascarino |
| 21 | OB   | Kadeisha Buchanan  |
| 22 | OB   | Lucy Bronze        |
| 26 | OB   | Carolin Simon      |
| 27 | NA   | Emelyne Laurent    |
| 28 | NA   | Melvine Malard     |
| 29 | OB   | Griedge Mbock      |
| 30 | BR   | Audrey Dupupet     |
|    | NA   | Danielle Roux      |